# Marie-Christine de Savoie
Pour les articles homonymes, voir Marie-Christine de Savoie-Aoste.
Titre
Reine des Deux-Siciles
21 novembre 1832 – 31 janvier 1836
(3 ans, 2 mois et 10 jours)
Marie-Christine de Savoie (née le 14 novembre 1812 à Cagliari et morte le 31 janvier 1836 à Naples) est une princesse du royaume de Sardaigne, quatrième fille survivante et dernier enfant du roi Victor-Emmanuel Ier de Savoie et de Marie-Thérèse de Modène. En 1832, elle épouse le roi Ferdinand II des Deux-Siciles et meurt après avoir mis au monde le futur François II. Elle est reconnue bienheureuse par l'Église catholique en 2014.
Elle est commémorée le 31 janvier selon le Martyrologe romain.

## Biographie

### Famille
Marie-Christine est la cadette de sept enfants : Marie-Béatrice (1792-1840), Marie-Adélaïde (1794-1795), Charles-Emmanuel (1796-1799), une fille (1800-1801), Marie-Thérèse (1803-1879) et Marie-Anne (1803-1884).
Marie-Christine de Savoie est née en Sardaigne, où ses parents et leur cour s'étaient réfugiés après l'annexion du Piémont par la France. Le Piémont est rendu à ses souverains légitimes par le congrès de Vienne qui leur donne en outre les territoires de l'ancienne république de Gênes (1814). La famille royale et la cour reviennent à Turin où Marie-Christine reçoit l'éducation des princesses de son rang.
Le roi Victor-Emmanuel mène une politique réactionnaire qui l'oblige à abdiquer en 1821 en faveur de son frère Charles-Félix. Il meurt en 1824. Le roi Charles-Félix s'éteint à son tour en 1831, laissant le trône à un lointain cousin Charles-Albert de Savoie, prince de Carignan qui mène une politique plus libérale. La reine Marie-Thérèse, mère de la princesse Marie-Christine, meurt le 29 mars 1832 peu de temps avant le mariage de sa dernière fille,.

### Mariage
Ses sœurs aînées épousent respectivement le duc de Modène, le duc de Lucques et l'empereur d'Autriche. Le 21 novembre 1832, au sanctuaire dell'Acqua Santa à Voltri, Gênes, Marie-Christine de Savoie épouse le roi Ferdinand II des Deux-Siciles, à qui elle donne un fils : François II, roi des Deux-Siciles (1836-1894), qui épouse en 1859 Marie-Sophie en Bavière (1841-1925).
La jeune souveraine meurt, des suites de son premier accouchement, le 31 janvier 1836, à l'âge de 23 ans,,.
Femme d’une grande piété, elle ne mène pas une vie facile à Naples, en raison de problèmes de santé, mais elle supporte sa situation avec une grande résignation. Elle est inhumée en la basilique Santa Chiara de Naples, nécropole des rois des Deux-Siciles,.

## Béatification
À l’instar de sa tante Clotilde de France, l’Église catholique romaine l'a comptée parmi les vénérables, par le pape Pie IX, depuis le 9 juillet 1859,. Son procès en canonisation est en cours. Le 2 mai 2013, le pape François autorise la congrégation pour les causes des saints à reconnaître un miracle attribué à Marie-Christine de Savoie qui est béatifiée le 25 janvier 2014. Sa fête est fixée le 31 janvier.

## Honneurs
Marie-Christine est :
- Dame noble de l'ordre de la Croix étoilée, empire d'Autriche.
- Dame noble de l'ordre de Sainte-Élisabeth de Bavière.
- Dame grand-croix de justice de l'ordre sacré et militaire constantinien de Saint-Georges (maison de Bourbon-Siciles).
- Dame noble de l'ordre de la Reine Marie-Louise (Espagne, 17 août 1820).